# Ouassim Oumaiz
Ouassim Oumaiz (* 30. März 1999 in Nerja) ist ein spanischer Leichtathlet, der sich auf den Langstreckenlauf spezialisiert hat.

## Sportliche Laufbahn
Erste internationale Erfahrungen sammelte Ouassim Oumaiz im Jahr 2016, als er bei den Jugendeuropameisterschaften in Tiflis in 8:29,75 min den siebten Platz im 3000-Meter-Lauf belegte. Im Jahr darauf gelangte er bei den Crosslauf-Weltmeisterschaften 2017 in Kampala nach 28:09 min auf den 90. Platz im U20-Rennen und bei den Crosslauf-Europameisterschaften im Dezember in Šamorín wurde er nach 19:10 min 23. Bei den Crosslauf-Europameisterschaften 2018 in Tilburg gewann er in 18:09 min die Silbermedaille im U20-Rennen und bei den Crosslauf-Weltmeisterschaften 2019 in Aarhus wurde er nach 33:10 min 20. im Einzelrennen. Zudem kam er bei den Crosslauf-Europameisterschaften in Lissabon nicht ins Ziel. 2023 startete er im 5000-Meter-Lauf bei den Weltmeisterschaften in Budapest und gelangte dort mit 13:31,99 min im Finale auf Rang 16. Anschließend wurde er bei den Straßenlauf-Weltmeisterschaften in Riga nach 13:39 min 20. über 5 km. Im Dezember wurde er nach 31:00 min 24. bei den Crosslauf-Europameisterschaften in Brüssel. 2025 wurde Oumaiz wegen eines positiven Dopingtests für vier Jahre gesperrt.
2023 wurde Oumaiz spanischer Meister im 5000-Meter-Lauf.

## Persönliche Bestzeiten
- 1500 Meter: 3:36,83 min, 12. Mai 2021 in Nerja
- 3000 Meter: 7:40,62 min, 22. September 2020 in Barcelona
  - 3000 Meter (Halle): 7:44,39 min, 21. Februar 2020 in Madrid
- 5000 Meter: 13:06,42 min, 15. Juli 2023 in Heusden-Zolder
- 5-km-Straßenlauf: 13:19 min, 19. Juli 2020 in Nijmegen (spanischer Rekord)